# Lucrecia de Este
Lucrecia de Este (Ferrara, 16 de diciembre de 1535-ib., 12 de febrero de 1598) fue una noble italiana, tercer vástago de la unión entre Renata de Francia (hija del rey Luis XII y la duquesa Ana de Bretaña) y el duque de Ferrara y de Módena y Reggio, Hércules II (hijo de Alfonso I y Lucrecia Borgia).

## Biografía
A Lucrecia y a su hermana, Leonor, Torquato Tasso les dedicó la lírica O figlie di Renata.
Amante de las artes y de la vida social, el 18 de febrero de 1570 Lucrecia se casó con Francisco María II della Rovere, duque de Urbino. El matrimonio duró ocho años y fue infeliz por la notable diferencia de edad: Francisco María era mucho menor que su esposa. Sin embargo, no fue el único problema. Antes del matrimonio, Lucrecia tuvo un romance con el conde Hércules Contrari, que continuó incluso después de la boda. Tan pronto como su hermano Alfonso II de Este se enteró, ordenó que el conde fuera estrangulado en su presencia.
Los hábitos extramaritales de Lucrecia, sin embargo, no cesaron e incluso a continuación se entretuvo en otra relación amorosa, con el conde Luigi Montecuccoli.
En 1578, la pareja se separó, pero no pidieron la anulación y Lucrecia retornó a Ferrara.
Lucrecia murió en 1598 y fue enterrada en el Monasterio del Corpus Domini, en Ferrara. Solo entonces su todavía marido oficial, ya viudo, pudo casarse con Livia della Rovere, 36 años más joven, y disponer así de un heredero a futuro.

## Literatura
- Mariella Carpinello, Lucrezia d'Este. Duchessa di Urbino, Milano, Rusconi, 1988

- Datos: Q3839040
- Multimedia: Lucrezia d'Este / Q3839040